# جاكلين برايس
جاكلين برايس (بالإنجليزية: Jacqueline Brice)‏ هي رسامة أمريكية، ولدت في 1935.